# Дером
Деро́м — невеликий острів в Червоному морі в архіпелазі Дахлак, належить Еритреї, адміністративно відноситься до району Дахлак регіону Семіен-Кей-Бахрі.

## Географія
Розташований на північ від острова Дан-Нафарік. Має неправильну видовжену форму з потовщенням в центрі; довжина острова 4 км, ширина до 1,5 км. Зі сходу та заходу острів облямований піщаними мілинами та підводними каменями.